# Mourning Sun
Mourning Sun ist eine 2013 gegründete Atmospheric-Doom-Band.

## Geschichte
Mourning Sun entstand in Santiago de Chile im Jahr 2013 auf Initiative von Eduardo Poblete. Im Jahr nachdem Poblete das Projekt begonnen hatte, stieß die, unter anderem für Clouds und SubRosa aufgetretene, Sängerin Ana Carolina zur Band. Noch im Jahr 2018 sprach Poblete davon, dass Carolina und er das Kernduo der, sich damals internationalisierenden, Gruppe darstelle. Zwei Jahre später, mit der Gründung des Projektes Wooden Veins hieß es indes, dass Poblete kein Teil des Projektes mehr sei. Über den Zeitraum des gemeinsamen Schaffens beteiligten sich diverse Musiker an Auftritten und Veröffentlichungen von Mourning Sun, darunter Rune Gandrud von Funeral, Mads Mortensen von Woebegone Obscured, Juan Escobar von AstorVoltaires, Arrant Saudade, Aphonic Threnody und Mar de Grises oder Daniel Maganto Gregorio von Eternal Storm. Zugleich variierte die Gruppe mehrmals ihren Standort und pendelte zwischen Südamerika und Europa, wo jeweils Auftritte und Tourneen stattfanden.
Die Band debütierte im Jahr 2015 mit der EP VAHO im Selbstverlag. Als erstes umfassendes Album erschien 2016 Último Exhalario über GS Productions. Zwei Jahre später kooperierte Mourning Sun mit  Ten-Cai Records für die Veröffentlichung des Split-Albums Last Breath of Sorrow, an dem neben Mourning Sun Endimion, Antichrist,  Nightmares of the Souls und Dismal beteiligt waren. Im gleichen Jahr veröffentlichte die Band die experimentelle EP Latitud 56´S über The Vinyl Division.
Dante DuVall schreib für Doom-Metal.com zu Último Exhalario, er habe „gemischte Gefühle bezüglich der Veröffentlichung.“ Die instrumentale und kompositorische Leistung lobte er als „einzigartig, angenehm und gut aufgeführt“, dennoch sei auf dem Album zu wenig Geschehen, um ihn dauerhaft an die Veröffentlichung zu binden.

## Stil
Die von Mourning Sun gespielte Musik wird als avantgardistischer Atmospheric Doom, in der Tradition der frühen The 3rd and the Mortal beschrieben. Es sei „ein langsamer, düster klingender Doom Metal mit einem verträumten, ätherischen Hintergrund und angenehm sauberem Gesang“. Zum weiteren einordnenden Vergleich wird auf Interpreten des Funeral Doom und Gothic Metal, die ebenfalls mit einem prominenten Frauengesang agieren verwiesen. So wird im Datenbankeintrag des Webzines Doom-Metal.com und in Rezensionen neben The 3rd and the Mortal auf The Gathering, Theatre of Tragedy, Lethian Dreams und Omit verwiesen.

„Mourning Sun follows closely in these bands’ footsteps, pursuing dreamy Atmospheric Doom with charismatic female vocals, and some elements of Ethereal Wave music. Slow, gloomy riffs alternate with extended passages of quiet, Ambient soundscapes, creating a very mysterious ambiance.“

„Mourning Sun wandelt in den Fußspuren dieser Bands und verfolgt einen verträumten Atmospheric Doom mit charismatischem Frauengesang und einigen Elementen des Ethereal Wave. Langsame, düstere Riffs wechseln sich mit ausgedehnten Passagen leiser Ambient-Klanglandschaften ab und erzeugen ein sehr mysteriöses Ambiente.“

Die Musik präsentiere sich im Ergebnis als „entspannter, introspektiver Doom“ mit diversen Versatzstücken aus dem Gothic Metal, „verträumten Ambient/Darkwave-Passagen“ mit klarem Gitarrenspiel und dem Klang eines als luftig beschriebenen Synthesizer.

## Diskografie
- 2015: VAHO (EP, Selbstverlag)
- 2016: Último Exhalario (Album, GS Productions)
- 2018: Last Breath of Sorrow (Download-Split-Album mit Endimion, Antichrist,  Nightmares of the Souls und Dismal, Ten-Cai Records)
- 2018: Latitud 56´S (EP, The Vinyl Division)